# Liste de films français sortis en 1920
Listes de films français
- 1916
- 1917
- 1918
- 1919
- 1920
- 1921
- 1922
- 1923
- 1924

Ci-dessous une liste des films français sortis en 1920. Cette liste est probablement incomplète.

## 1920
| Titre                                 | Réalisateur                                  | Acteurs                                                              | Genre                    | Notes             |
| ------------------------------------- | -------------------------------------------- | -------------------------------------------------------------------- | ------------------------ | ----------------- |
| L'Appel du sang                       | Louis Mercanton                              | Charles Le Bargy, Ivor Novello Gabriel de Gravone                    | Drame                    |                   |
| Au-delà des lois humaines             | Gaston Roudès, Marcel Dumont                 | Rachel Devirys, Germaine Sablon, Georges Saillard, Maurice Schutz    | Drame                    |                   |
| Au travail                            | Henri Pouctal                                | Léon Mathot, Huguette Duflos Raphaël Duflos                          | Drame                    |                   |
| Barrabas                              | Louis Feuillade                              | Fernand Herrmann, Édouard Mathé, Gaston Michel                       | Crime thriller           |                   |
| Le Carnaval des vérités               | Marcel L'Herbier                             | Suzanne Desprès, Paul Capellani Jaque-Catelain                       | Drame                    |                   |
| Les Chères Images                     | André Hugon                                  | Maxa, Jean Angelo                                                    | Drame                    |                   |
| Le Chevalier de Gaby                  | Charles Burguet                              | Gaby Morlay, Camille Bardou, Berthe Jalabert                         |                          |                   |
| Les Cinq gentlemen maudits            | Luitz-Morat, Pierre Régnier                  | Luitz-Morat, Pierre Régnier, André Luguet                            | Drame                    |                   |
| Colomba                               | Jean Hervé                                   | Victor Vina, Mirella Marcovici, Marthe Laverne                       |                          |                   |
| De la coupe aux lèvres                | Guy du Fresnay                               | Marguerite Madys, Paul Capellani                                     | Court métrage dramatique | 22 min            |
| La Dette                              | Gaston Roudès                                | Gina Relly, Marcel Vibert, Pierre Magnier                            |                          |                   |
| La Double Existence du docteur Morart | Jacques Grétillat                            | Jacques Grétillat, Pierre Hot, Jean Debucourt                        |                          |                   |
| Être aimé pour soi-même               | Robert Péguy                                 | Paul Amiot                                                           | Drame                    |                   |
| Face à l'Océan                        | René Leprince                                | Adrienne Duriez, Madeleine Erickson                                  | Moyen métrage            | 58 min            |
| La Faute d'Odette Maréchal            | Henry Roussel                                | Emmy Lynn, André Dubosc, Romuald Joubé                               |                          |                   |
| La Fête espagnole                     | Germaine Dulac                               | Ève Francis, Anna Gay, Gabriel Gabrio                                |                          |                   |
| Fille du peuple                       | Camille de Morlhon                           | Charles de Rochefort, Hélène Darly Suzanne Herval                    | Drame                    |                   |
| Flipotte                              | Jacques de Baroncelli                        | Gabriel Signoret, Andrée Brabant, Suzanne Bianchetti, Jeanne Cheirel |                          |                   |
| Gosse de riche                        | Charles Burguet                              | Suzanne Grandais, Henri Bosc Henry Roussel                           |                          |                   |
| L'Homme du large                      | Marcel L'Herbier                             | Jaque Catelain, Roger Karl, Charles Boyer, Philippe Hériat           |                          |                   |
| L'Homme qui vendit son âme au diable  | Pierre Caron                                 | Charles Dullin Jean-David Évremond                                   | Comédie                  |                   |
| Irène                                 | Marcel Dumont                                | Émilienne Dux, Maurice Schutz, Louise Colliney                       |                          |                   |
| Jacques Landauze                      | André Hugon                                  | Séverin-Mars, Maud Richard, Jean Toulout                             | Drame                    |                   |
| Mademoiselle de La Seiglière          | André Antoine                                | Huguette Duflos, Catherine Fonteney, Félix Huguenet                  |                          |                   |
| Malencontre                           | Germaine Dulac                               | Jeanne Brindeau, Jacques Roussel, Djemil Anik                        |                          |                   |
| Marthe                                | Gaston Roudès                                | Paulette Duval, Pierre Magnier, Berthe Jalabert                      | Moyen métrage Dramatique |                   |
| Le Ménage Moderne Du Madame Butterfly | Bernard Natan                                |                                                                      | Pornographique           | 1er film bisexuel |
| Miarka, la fille à l'ourse            | Louis Mercanton                              | Jean Mercanton, Ivor Novello, Marie Montbazon                        | Drame                    |                   |
| La Montée vers l'Acropole             | René Le Somptier                             | André Nox, France Dhélia, Edmond Van Daële                           |                          |                   |
| Narayana                              | Léon Poirier                                 | Laurence Myrga, Charles Norville, Edmond Van Daële, Marguerite Madys |                          |                   |
| Nine ou la jeune fille au masque      | Robert Péguy                                 | Paul Amiot, Renée Carl                                               | Moyen métrage comique    | 35 min            |
| Papa bon cœur                         | Jacques Grétillat                            | Léon Bernard, Pierre Magnier, Émile Drain                            | Court métrage            |                   |
| Le Penseur                            | Léon Poirier                                 | André Nox, Marguerite Madys, Pierre Finaly, Jane Even                | Drame                    |                   |
| Le Piège de l'amour                   | Alexandre Ryder                              | Henri Baudin, Jane Dolys Huguette Duflos                             | Crime                    |                   |
| Quand on aime                         | Henry Houry                                  | Julia Bruns, Arnold Daly, Henri Bosc                                 |                          |                   |
| Quatre-vingt-treize                   | André Antoine Albert Capellani André Antoine | Charlotte Barbier-Krauss, Paul Capellani                             | Drame historique         |                   |
| La Rafale                             | Jacques de Baroncelli                        | Fannie Ward, Jean Joffre, Jean Dax                                   |                          |                   |
| Le Secret de Rosette Lambert          | Raymond Bernard                              | Lois Meredith, Henri Debain, Camille Bert                            |                          |                   |
| Le Secret du Lone Star                | Jacques de Baroncelli                        | Fannie Ward, Henri Gouget, Gabriel Signoret                          |                          |                   |
| Suzanne et les Brigands               | Charles Burguet                              | Suzanne Grandais, Camille Bardou, Paul Capellani                     |                          |                   |
| Tristan et Yseult                     | Maurice Mariaud                              | Armand Dutertre, Raymone, Frédéric Mariotti                          | Drame                    |                   |
| Tue-la-Mort                           | René Navarre                                 | René Navarre, Madeleine Aile, Jacqueline Arly                        | Crime                    |                   |
| Vers l'argent                         | René Plaissetty                              | Berthe Jalabert, Mary Massart, Andrée Féranne                        | Moyen métrage Dramatique | 50 min            |
| Zon                                   | Robert Boudrioz                              | Berthe Jalabert, Maurice Lagrenée, Jacques de Féraudy                |                          |                   |